# Richard Francis Gyug
Richard Francis Gyug (* 1954) ist ein US-amerikanischer Historiker.

## Leben
Er erwarb den B.A. (Hons.) in Geschichte und Kunstgeschichte an der Carleton University (1973–1977), den M.A. in Mediävistik an der University of Toronto (1977–1978), die Licence in Mediaeval Studies am Pontifical Institute of Mediaeval Studies (1977–1982) und den Ph.D. in Mediävistik an der University of Toronto (1978–1984). Er lehrte als Assistant Professor für Geschichte an der Memorial University of Newfoundland (1990–1994) und Fordham University (Associate Professor für Geschichte 1994–2006/Professor of Geschichte und Mediävistik 2007–2017).

## Schriften (Auswahl)
- Missale Ragusinum. (Oxford, Bodleian Library, Canon. Liturg. 342). Toronto 1990, ISBN 0-88844-103-7.
- The Diocese of Barcelona during the Black Death. The register Notule communium 15 (1348–1349). Toronto 1994, ISBN 0-88844-371-4.
- als Herausgeber: Medieval cultures in contact. New York 2003, ISBN 0-8232-2213-6.
- Liturgy and law in a Dalmatian city. The bishop’s book of Kotor. (Sankt-Peterburg, BRAN, F. no. 200). Toronto 2016, ISBN 978-0-88844-204-8.